# 天符睿武
天符睿武（てんふえいぶ、Thiên Phù Duệ Vũ、ティエンフーズエブ）は、ベトナム、李朝の仁宗李乾徳の治世で使われた元号。1120年 - 1126年。

## 西暦等との対照表
| 天符睿武 | 元年    | 2年     | 3年     | 4年     | 5年     | 6年     | 7年      |
| 西暦     | 1120年  | 1121年  | 1122年  | 1123年  | 1124年  | 1125年  | 1126年   |
| 干支     | 庚子    | 辛丑    | 壬寅    | 癸卯    | 甲辰    | 乙巳    | 丙午     |
| 宋       | 宣和2年 | 宣和3年 | 宣和4年 | 宣和5年 | 宣和6年 | 宣和7年 | 靖康元年 |

| 前の元号 会祥大慶 | ベトナムの元号 李朝 | 次の元号 天符慶寿 |